# Sur profundo
El Sur profundo (que viene de la expresión inglesa: Deep South) es una región cultural y geográfica de Estados Unidos. La expresión se aplica a diferentes territorios:
- Alabama, Misisipi, Luisiana, Georgia,  Florida y Carolina del Sur (seis de los fundadores de los Estados Confederados de América)
- Alabama, Misisipi, Luisiana, Georgia y Florida (del Dictionary of Cultural Literacy)
- Alabama, Misisipi, Luisiana y Arkansas

El Sur profundo se suele definir por oposición al Viejo Sur, que incluye Carolina del Sur, Carolina del Norte, Virginia y a menudo Georgia. También diferenciado de los estados interiores de Kentucky, Tennessee, Virginia Occidental y Arkansas así como de los periféricos Florida y Texas.